# Міядзакі (аеропорт)
Аеропорт Міядзакі (яп. 宮崎空港, みやざきくうこう, міядзакі куко; англ. Miyazaki Airport) — державний вузловий міжнародний аеропорт в Японії, розташований в місті Міядзакі префектури Міядзакі. Розпочав роботу 1957 року. Виник на базі летовища Імперського флоту Японії, спорудженого 1943 року. Спеціалізується на внутрішніх та міжнародних авіаперевезеннях.